# Oudenbosch
Oudenbosch est un village situé dans la commune néerlandaise de Halderberge, dans la province du Brabant-Septentrional. Le 1er janvier 2007, le village comptait 12 810 habitants.

## Histoire
Oudenbosch fut une commune indépendante jusqu'au 1er janvier 1997. À cette date, elle fusionne avec Hoeven et Oud- en Nieuw-Gastel pour former la nouvelle commune de Halderberge.

## Personnalités nées à Oudenbosch
- Adrien d'Oudenbosch (1425-1482), moine bénédictin, chroniqueur de la principauté de Liège
- Cornelis Andries Backer (1874-1963), botaniste
- Jac. van Ginneken (1877-1945), prêtre jésuite et linguiste. Une rue d'Oudenbosch porte son nom.